# Sebastián Herrera Barnuevo
 Sebastià Herrera Barnuevo  (Madrid, 1619 - ibídem, 1671) fou un arquitecte, escultor i pintor barroc espanyol.
Nascut a Madrid, va rebre els primers ensenyaments del seu pare l'escultor Antonio de Herrera, en el taller del qual va rebre les seves primeres. Va entrar al taller d'Alonso Cano als 19 anys, sent l'artista granadí la seva referència artística.
Sota la tutela del seu mestre va realitzar els seus primers treballs, com els esbossos i decoracions per a l'entrada a la capital de Marianna d'Àustria amb motiu del seu enllaç matrimonial amb Felip IV el 1649, on ja apareixen els seus grans dots de dibuixant i pintor. A partir d'aquest moment, treballarà pel seu compte i s'anirà introduint en el món de l'arquitectura amb treballs com el retaule de la capella del Crist de l'església parroquial de Sant Genís (1657), al mateix temps que col·labora en la construcció de la capella de Sant Isidre a l'església de San Andrés de Madrid.
El seu mestratge anirà creixent i amb ella el nombre d'encàrrecs, com el nou disseny barroc dels jardins i fonts del Real Sitio de Aranjuez (1660), el que li valdrà el seu nomenament d'Ajuda de Furrer de la Casa Reial, i més important encara, de Majordom Major de les Obres Reials a la mort de Josep de Vila-real a 1662. Acabat d'estrenar el seu càrrec va realitzar el vuitavat de la capella del convent de la Mare de Déu d'Atocha i el seu retaule major. La seva creixent ocupació en la construcció no va ser impediment per seguir realitzant monuments, pintures i decoracions, com el túmul funerari per honorar la mort de Felip IV a 1665.
A 1667 va obtenir el nomenament de pintor de Cambra del rei Carles II, després de la mort de Juan Bautista Martínez del Mazo, gràcies als seus excel·lents retrats i va rebre l'encàrrec de traçar la que seria la seva obra arquitectònica més important, l'església i convent de Santa María la Real de Montserrat, al Carrer de San Bernardo, a Madrid.
Abans de la seva mort el 1671 és nomenat conserge de El Escorial, el que indica la importància de la seva carrera cortesana, igual que havia fet Velázquez.
Finalment, en el mateix 1671, pocs mesos abans de morir, se'l va designar supervisor dels projectes per a la construcció del nou Pont de Toledo.
Són poques les obres que ens han arribat de mà d'aquest artista multidisciplinari, ja que la majoria es van perdre en saquejos, incendis, guerres i desamortitzacions. Es conserven diversos retaules dissenyats per ell en l'església del Carme Calçat de Madrid i una de les seves millors pintures, La Sagrada Família , a la col·legiata de San Isidro de la mateixa ciutat.